# NYOU
NYOU(1993년 ~)는 대한민국의 가수다. 2021년 EP 《Memory - The 1st Mini Album》으로 정식 데뷔했다.

## 방송
- 보이스 코리아 2 (2013) - Top28

## 음반
- 자취방 마녀 OST Part 4 (2021)
- Memory - The 1st Mini Album (2021)